# راندي بال
راندي بال (بالإنجليزية: Randy Ball)‏ هو مدير فني أمريكي، ولد في 23 فبراير 1951 في موسكوجي في الولايات المتحدة.